# 松戸市立小金小学校
松戸市立小金小学校（まつどしりつ こがねしょうがっこう）は、千葉県松戸市小金にある小学校。

## 概要
松戸市小金地区の中心部に位置する学校。部活動が盛んであり、自転車部は全国大会に9回連続出場し、千葉県大会では9年連続優勝だった。地域とつながった学校行事として、「わくわく探検隊」や「花こがね」などが実施されている。

## 沿革
- 1873年2月 東漸寺を仮校舎として黄金小学校を設立する。
- 1875年1月 小金小学校に改称し、大谷口東光院に分校を設ける。
- 1886年4月 小金尋常小学校と改称する。
- 1941年4月 小金町国民学校と改称する。
- 1947年5月 小金町立小金小学校と改称する。
- 1949年4月 学校給食を開始する。
- 1950年4月 附属幼稚園を設立する。
- 1954年9月 小金町が柏町・土村・田中村と合併したため、東葛市立小金小学校と改称する。
- 1954年10月 旧小金町が東葛市から分離されたため、松戸市立小金小学校と改称する。
- 1965年3月 3階建て校舎が完成する。
- 1966年7月 プールが完成する。
- 1970年8月 4階建て校舎が完成する。
- 1972年3月 4階建て校舎が増築され、附属幼稚園校舎が改築され、体育館が完成する。
- 1974年4月 5階建て校舎が増築される。
- 1980年12月 新給食室が完成する。
- 1991年1月 土俵が完成する。
- 1991年12月 3階建て校舎が改修され、ランチルームが完成する。
- 1992年4月 給食室が改修される。
- 1996年8月 3階建て校舎補強工事が完成する。
- 1998年4月 附属幼稚園が休園する。
- 1998年11月 コンピュータ室が完成する。
- 2002年11月 創立130周年式典を実施し、3人子どもの像を設置する。
- 2009年 体育館の耐震化工事が行われる。
- 2011年 アスベスト対策工事がすべての教室で行われる。
- 2012年 創立140周年
- 2012年 5階校舎の全体的な耐震工事が行われる。
- 2013年 4階校舎の全体的な耐震工事が行われ、トイレが改装される。

## 施設

### 校舎
校舎は外観も内装も老朽化が進んでおり、4階校舎外のトイレやプールなどは特に著しい。
- 玄関・事務室
- 職員室・校長室
- 第一会議室・第二会議室
- コンピュータ室
- 学童保育
- ことばの教室
- 給食室
- ランチルーム
- 第一図書室・第二図書室
- 第一理科室・第二理科室・理科準備室
- 保健室
- 家庭科室・生活科室・英語ルーム・歴史資料室など

### 校庭
1998年から休園中の附属幼稚園のグラウンドを含めても、校庭は他校にくらべ狭い。
- 鉄棒
- ブランコ
- ジャングルジム
- 登り棒
- すべり台
- 砂場
- 総合的遊具
- 雲梯など

## 部活動
すべての部活動で任意の入部となっている。ほぼ毎日、朝（7時40分ごろ～8時10分ごろの約30分間）と放課後（帰りの会終了後）に活動する。兼部は原則不可能。

### 陸上部
- 2011年度の結果
  - 松戸市小学校体育大会走り高跳び優勝
- 4～6年生が毎年1学期（後期の活動終了後）～2学期（松戸市小中学校体育大会）の間活動している。

### 水泳部
- 2011年度の結果
  - 松戸市小中学校水泳大会女子の部5位
- 4～6年生が毎年1学期（後期の活動終了後）～夏休み（松戸市小中学校水泳大会）の間活動している。

### サッカー部
- 松戸市小学校球技ブロック大会Kブロック1位（2011年度）
- 松戸市小学校球技中央大会ベスト8進出（2011年度）
- 4・5年生が毎年2学期（12月ごろ）～翌年度1学期（中央大会）の間活動している。

### ミニバス部
- 松戸市小学校球技ブロック大会Kブロック1位（2013年度）
- 4・5年生が毎年2学期（12月ごろ）～翌年度1学期（中央大会）の間活動している。

### 自転車部
- 交通安全こども自転車千葉県大会団体1位（大会初9連覇）（2012年度）
- 交通安全子供自転車全国大会団体5位、個人1位（2011年度）
- 交通安全こども自転車千葉県大会団体1位、個人1位（2011年度）
- 松戸市交通安全こども自転車競技大会松戸東警察署管内団体Aチーム1位・Bチーム2位、個人1位（2011年度）
- 4年生2学期（12月ごろ）～翌々年夏休み（全国大会）の間通年活動している。

### 音楽部
- 合唱ではなく、吹奏楽をおこなう。
- 4年生1学期～翌々年2学期の間通年活動している。

## 委員会
毎月1回の集まりと毎日の仕事で活動する。5・6年生のすべての児童が入らなければならない。
- 企画委員会（児童会）
- 図書委員会
- 保険委員会
- 体育委員会
- 栽培委員会
- 放送委員会
- 環境美化委員会
- 生活安全委員会

## クラブ
不定期に活動する。5・6年生のすべての児童が入らなければならない。
- 読書クラブ
- ゲームクラブ
- スポーツクラブ
- コンピュータクラブ
- オセロ・将棋クラブ
- ペーパークラフトクラブ
- 裁縫クラブなど

## 行事
独特な行事もある。

### 1年生を迎える会
入学式直後に行われる。全校で集まって行われる。

### 運動会
どの小学校にもある運動会だが、この小学校は松戸市有数の児童数にもかかわらず白組、赤組の2組にしか分けられていない。2012年までは夏休み明けの9月に行われていたが2012年から毎年5月に行われるようになった。4年生以上の児童は1学年16人ずつ応援団に参加することができ、6年生は2人応援団長が選ばれる。1学年に必ず1個はダンスなどのものを見せ物としてしなければならない。
主な種目
- 大玉送り
- 騎馬戦
- 組み体操など

### 音楽発表会
毎年2学期に行われる。校内の児童向けと自由観覧の保護者向けがあり、どちらも各学年がそれぞれ2曲ずつ歌う。吹奏楽ではなく、合唱。6年生は「ふるさとの四季」（オリジナルバージョン）を歌うのが定番である。その日の午後には小金っ子まつりが行われる。

### 小金っ子まつり
音楽発表会の日の午後に行われる保護者主催の行事。校内のいたるところに遊び場が設けられ、毎年お化け屋敷やスライム作りが人気である。また、オープニングセレモニーでは仮装した保護者が遊び場の紹介をし、仮装保護者は小金っ子まつりの時は校内を歩き回る。

### 6年生を送る会
1年生を迎える会同様に卒業式前に全校で集まって行われる。各学年が歌を歌う。